# Fred Lauener
Fred Lauener (* 23. Mai 1959 in Richterswil) ist ein Schweizer Journalist, Kommunikationsspezialist und Experte für Fragile Kontexte und Humanitäre Hilfe.
Lauener wuchs in Uster auf. Nach dem Gymnasium und einer Ausbildung zum Kaufmann engagierte er sich vorerst kulturell und in jugendpolitischen Bewegungen. Ab 1981 war Lauener journalistisch tätig; in den ersten Jahren unter anderem für die Wochenzeitung WoZ, die Basler AZ sowie Radio DRS und Fernsehen DRS. 1990 war er Chefredaktor von Radio Argovia. Als freier Journalist, Reporter und Korrespondent arbeitete Lauener anschliessend u. a. für Die Weltwoche, SonntagsZeitung, Schweizer Familie und das Magazin Facts.
Nach einem ersten Einsatz für das UNHCR 1997 in Bosnien-Herzegowina begann Lauener eine zweite Laufbahn in der Internationalen Zusammenarbeit mit Schwerpunkt Humanitäre Hilfe. Seit 2001 beriet er als selbständiger Berater sowie mit seiner Firma "CROSSBORDER.CH GmbH" insbesondere Organisationen und Unternehmen in diesem Bereich. 2016 bis März 2019 war er hauptberuflich Leiter Asien/Europa im Bereich Internationale Zusammenarbeit von Caritas Schweiz. Seit April 2019 arbeitet er wieder als Kommunikationsberater und Texter sowie als unabhängiger Experte für Humanitäre Hilfe und Entwicklungszusammenarbeit. Fred Lauener lebt in Mendrisio und Basel.